# Сетра
Сетра — река в России, протекает в Архангельской области. Устье реки находится в 122 км по правому берегу реки Уфтюги. Длина реки — 45 км, площадь водосборного бассейна — 414 км².

## Притоки
- 12 км: Пойла
- 21 км: Плела
- 28 км: Долгая
- 34 км: Западная Рассоха

## Данные водного реестра
По данным государственного водного реестра России относится к Двинско-Печорскому бассейновому округу, водохозяйственный участок реки — Северная Двина от впадения реки Вычегда до впадения реки Вага, речной подбассейн реки — Северная Двина ниже места слияния Вычегды и Малой Северной Двины. Речной бассейн реки — Северная Двина.